# Wyżnie Widłowe Siodło
Wyżnie Widłowe Siodło (słow. Prostredné Vidlové sedlo, ok. 2115 m) – przełączka w południowo-zachodniej grani Młynarza (główna grań Młynarza) w słowackich Tatrach Wysokich. Znajduje się pomiędzy Wyżnią Widłową Turnią (ok. 2130 m) a Basztowym Zwornikiem (ok. 2130 m). Na północny zachód do Doliny Żabiej Białczańskiej z przełęczy opada kruchy żleb, mający wylot na piarżystym tarasie nad Wyżnim Żabim Stawie. Na południe do Doliny Ciężkiej opada z przełączki główna gałąź Widłowego Żlebu. Jego deniwelacja wynosi około 420 m.
Nazwę przełączki utworzył Władysław Cywiński.

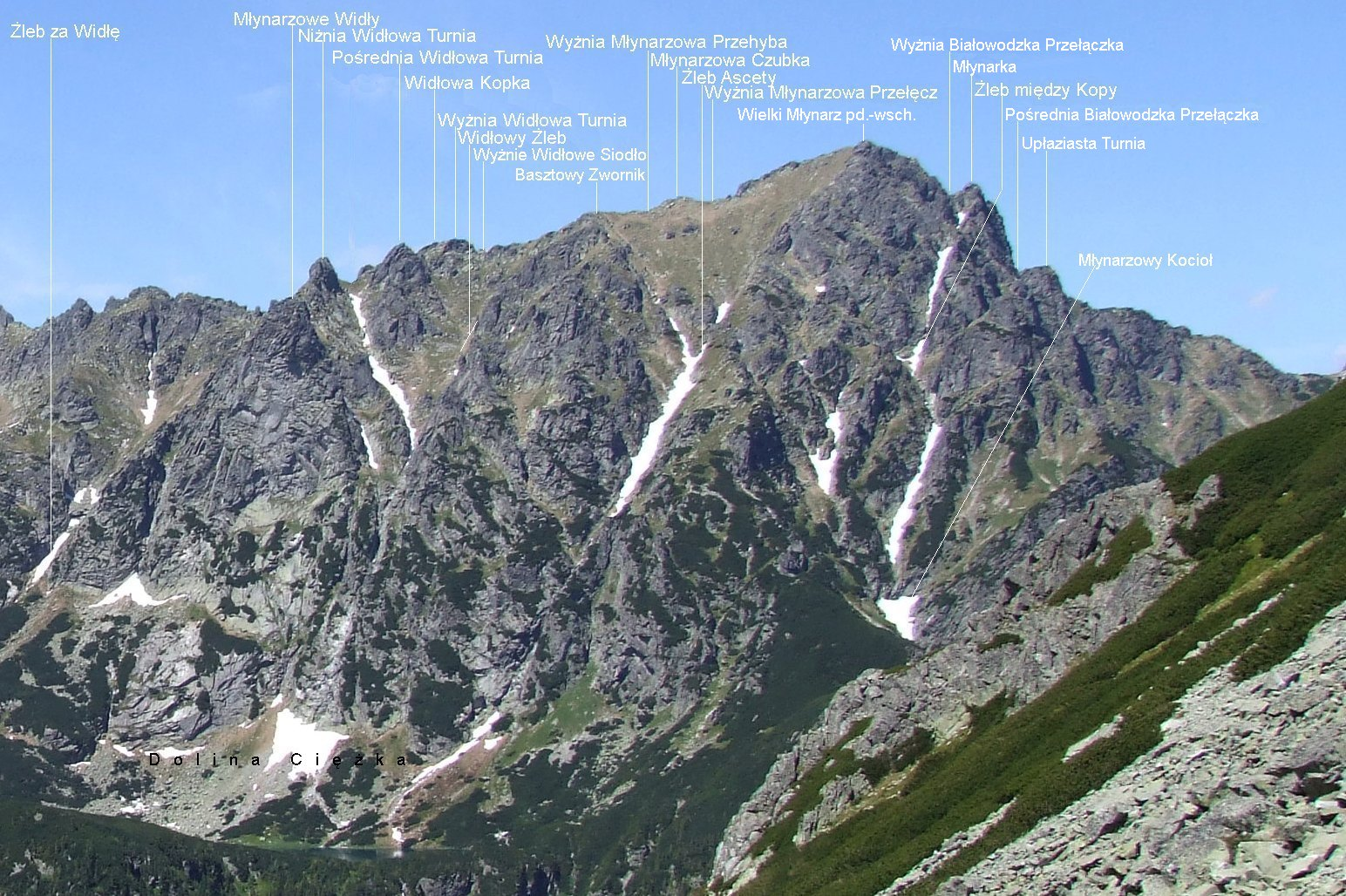
Widok z Doliny Litworowej